# Michiel van der Laan

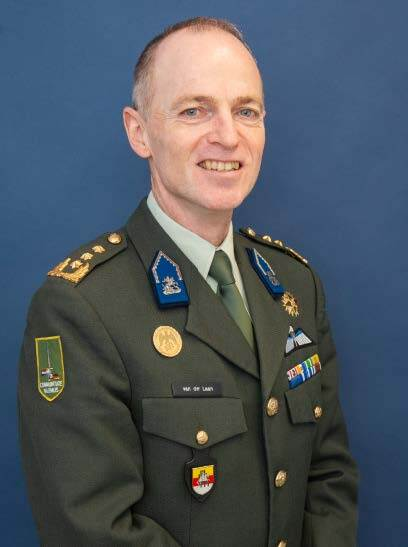
Michiel van der Laan

Michiel van der Laan ist ein Generalleutnant der Koninklijke Landmacht, des niederländischen Heeres und der militärische Repräsentant der Niederlande bei der NATO.

## Militärische Laufbahn

### Ausbildung und erste Verwendungen
Nach Abschluss der Koninklijke Militaire Academie in Breda 1987 war van der Laan zuerst beim 103. Aufklärungsbataillon Regiment Huzaren van Boreel in Seedorf eingesetzt. Im Jahr 1995 besuchte er den niederländischen Generalstabslehrgang, Hogere Militaire Vorming.

### Dienst als Stabsoffizier
Nach Abschluss des Lehrgangs wurde van der Laan zum Major befördert. Es folgte eine Verwendung als Planungstabsoffizier im Generalstab des niederländischen Heeres. Von 1998 bis 2000 nahm van der Laan noch am internationalen Generalstabslehrgang an der Führungsakademie der Bundeswehr in Hamburg teil. Von Oktober 2002 bis August 2005 war Oberstleutnant van der Laan der Kommandeur des 11. Panzerbataillons Regiment Huzaren van Sytzama. In dieser Verwendung war er auch 2003 in Bosnien-Herzegowina im Auslandseinsatz, wo er die 11. mechanisierte Task Force (in Bataillonsstärke) der SFOR führte. Nach Beförderung zum Oberst 2006 wurde er als Referatsleiter Future Concepts im Generalstab der niederländischen Streitkräfte in Den Haag. Von März 2008 bis Mai 2009 war Oberst van der Laan Büroleiter des Kommandeurs der niederländischen Armee, des Commandant Landstrijdkrachten Generalleutnant Rob Bertholee.

### Dienst als General
Im Jahr 2009 erhielt van der Laan die Ernennung zum Brigadegeneral und war als Director Stability beim Hauptquartier des Regional Command South der ISAF-Mission in Kandahar, Afghanistan erneut im Auslandseinsatz. Hier war er für die Koordination zwischen ISAF und allen zivilen Organisationen im südlichen Afghanistan zuständig. Im Dezember 2009 wurde er der Kommandeur der 13. mechanisierten Brigade in Oirschot, und somit für die Führung von über 3000 Soldaten zuständig. Im ersten Halbjahr 2001 war er auch der Kommandeur der EU Battlegroup 2011/1. Diese setzte sich hauptsächlich aus niederländischen, deutschen und finnischen Soldaten zusammen. Im Januar 2013 wurde van der Laan zum Generalmajor befördert und als stellvertretender Kommandierender General des I. Deutsch-Niederländisches Corps verwendet. In dieser Dienststellung war er auch für die Vorbereitung der NATO Very High Readiness Joint Task Force 2015 (VJTF15) zuständig. Von 2014 bis 2016 war van der Laan der Abteilungsleiter Einsatz im Generalstab der niederländischen Streitkräfte. Hier war er für alle Auslandseinsätze und Missionen der niederländischen Streitkräfte zuständig. Ebenso beriet er den Militärischen Befehlshaber der Streitkräfte, General Tom Middendorp und die Verteidigungsministerin Jeanine Hennis-Plasschaert über alle aktuellen und zukünftigen Einsätze. Anschließend kehrte van der Laan, unter Beförderung zum Generalleutnant, als Kommandierender General zum I. Deutsch-Niederländisches Corps zurück. Während dieser Zeit leitete er 2017 und 2018 die Joint Task Force Land und war 2019 der Land Component Commander der NATO Response Force. Bei der NATO-Großübung Trident Juncture, die 2018 in Norwegen stattfand, war er der Kommandeur aller Bodenkräfte. Am 10. Mai 2019 übergab er das Kommando über das I. Deutsch-Niederländisches Corps an den deutschen Generalleutnant Alfons Mais. Seit Juli desselben Jahres ist van der Laan auf seinem aktuellen Dienstposten als der militärische Repräsentant der Niederlande bei der NATO.

## Privates
Van der Laan ist verheiratet, hat eine Tochter und zwei Söhne. Er lebt mit seiner Familie in Eindhoven. Er ist begeisterter Läufer und hat bereits mehrere Marathons bewältigt.